# アニャ・フォン・レコフスキー
アニャ・フォン・レコフスキー（Anja Von Rekowski、1975年12月13日 - ）は、ドイツのツェレ出身の柔道選手。階級は63kg級と66kg級。身長172cm。

## 人物
1996年のヨーロッパ選手権66kg級で3位になった。1997年の世界選手権では決勝まで進むも、イギリスのケイト・ホーウェイに敗れるが銀メダルを獲得した。1999年のヨーロッパ選手権63kg級で3位になった。2000年のシドニーオリンピックでは5位に終わりメダルを獲得できなかった。

## 主な戦績
66kg級での戦績
- 1996年 - ロシア国際　3位
- 1996年 - フランス国際　2位
- 1996年 - ヨーロッパ選手権　3位
- 1997年 - 世界選手権　2位

63kg級での戦績
- 1998年 - ドイツ国際　3位
- 1999年 - ドイツ国際　優勝
- 1999年 - ヨーロッパ選手権　3位
- 2000年 - ポーランド国際　優勝
- 2000年 - シドニーオリンピック　5位